# Tinicum Township, Pennsylvania
Tinicum Township, Pennsylvania (енгл. Tinicum Township) град је у америчкој савезној држави Пенсилванија.

## Демографија
По попису из 2000. године број становника је 4.353.
| Група             | 2000.         | 2010.    |
| Белци             | 4.197 (96,4%) | 0 (0,0%) |
| Афроамериканци    | 35 (0,8%)     | 0 (0,0%) |
| Азијати           | 19 (0,4%)     | 0 (0,0%) |
| Хиспаноамериканци | 55 (1,3%)     | 0 (0,0%) |
| Укупно            | 4.353         | 0        |